# نونه کالانتاریان
نونه لیوایی کالانتاریان (ارمنی: Նունե Լյովայի Քալանթարյան؛ انگلیسی: Nune Kalantarian؛ ۱۹۷۲) یک شطرنج‌باز زن اهل ارمنستان است که دارنده عنوان استاد فیده زنان می‌باشد.

## زندگی‌نامه
در ۱۹۷۲ به دنیا آمد